# Анри Гужеро
Анри Гужеро (фр. Henri Gougerot; 2. јула 1881 фр. Ouen-sur-Seine — 1955) је био француски дерматолог, који је остао упамћен по истраживањима дерматолошких поремећаја и бројним објављеним научним публикацијама (преко 2500).

## Живот и дело
Докторирао је медицину на Универзитету у Паризу 1908, и већ 1910. постао професор на Медицинском факултету. Током Првог светског рата служио је у Француској војсци и за своје заслуге у рату одликован је „Ратним крстом“.
Године 1928. именован је за шефа катедре за дерматологију у Паризу и постао главни лекар у Болници Сент Луис, у којој је на дужности остао све до своје смрти.
Гужеро је први описао 1909. хемиспорозу а са Де Беурманом и споротрихозу 1912. Поом је објавио бројна запажања из дерматологије, укључујући и саркоидозу, лупус и кожну папиломатозу итд.
Године 1936. постао је почасни инострани члан Британске асоцијације за дерматологију.
Гужеро је издавач публикације - фр. Archives dermato-syphiligraphiques de la clinique de l’hôpital Saint-Louis.
Уз Фердинанда-Жан Даријеа (фр. Ferdinand-Jean Darier 1856-1938) и Рејмонд Жак Адријен Сабра (фр. Raymond Jacques Adrien Sabouraud 1864-1938), Гужеро је комплетно изменио текст „Нове практичне дерматологије“ која је објављена у 8 томова 1936.
Библиографија његових књига и других публикација садржи око 2.500 артикала.